# Gluta torquata
Gluta torquata är en sumakväxtart som först beskrevs av George King, och fick sitt nu gällande namn av Tardieu. Gluta torquata ingår i släktet Gluta och familjen sumakväxter. Inga underarter finns listade i Catalogue of Life.